# Jaderný řetězec
Jaderný řetězec svalového vřeténka je specializovaný senzorický orgán, který se nachází v kosterním svalstvu. Jaderný řetězec spolu s jaderným vakem jsou tzv. intrafuzální vlákna, dohromady tvoří svalové vřeténko, které je zodpovědné za detekci změn v délce svalu.

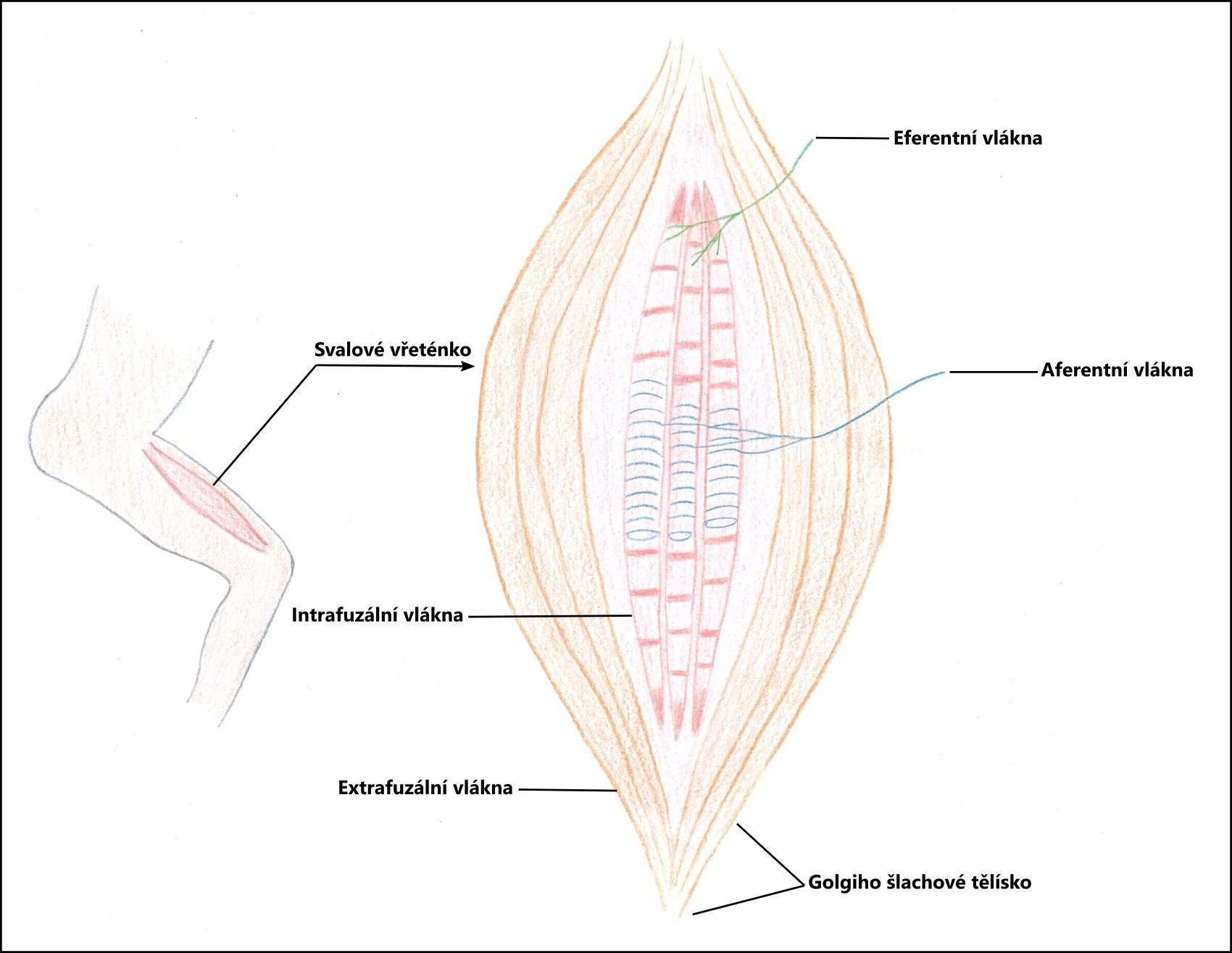
Detail svalového vřeténka

## Popis
Svalové vřeténko je specializovaný receptor, který se skládá ze dvou typů svalového vlákna, jedním jsou buňky vřeténka a druhým neuronální zakončení. Oba typy jsou obklopeny vnitřní a vnější kapsulí a prostor mezi nimi je vyplněn tekutinou. Buňky vřeténka jsou tvořeny přibližně z 2-4 jaderných vaků a 6-8 jaderných řetězců. Velikostně se liší, řetězce jsou poloviční oproti vakům. V jaderném vaku jsou jádra uspořádaná ve shluku v centru vlákna, na rozdíl od jáder jaderného řetězce, která jsou soustředěna za sebou v centrální části vlákna, čímž vytvářejí tzv. řetězce.

## Funkce

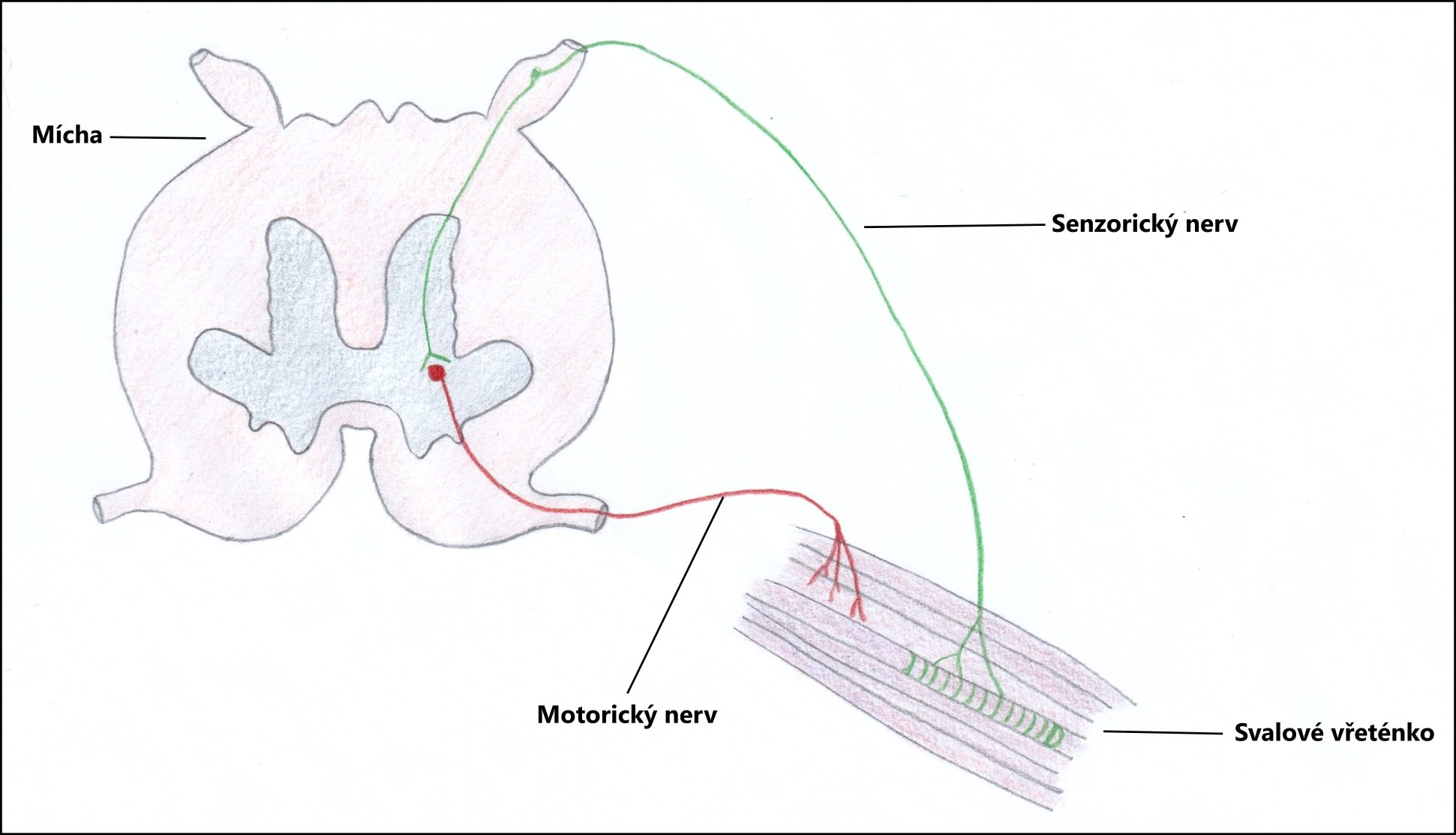
Aferentní a eferentní nervová dráha

Aferentní (senzorická) nervová vlákna vedou informaci ze svalového vřeténka do míchy, jsou zodpovědné za natahování a zkracování kosterního svalu. Eferentní (motorická) nervová vlákna naopak vysílají informaci z míchy a mozku zpátky do svalu pomocí γ eferentních vláken, které regulují citlivost aferentních zakončení ve svalovém vřeténku. Když je kosterní sval natažený, aferentní nervová zakončení se aktivují, vyšlou signál do CNS, který upraví aktivitu motorických neuronů konkrétního svalu.
V těle můžeme najít podobné struktury, které jsou zodpovědné za natahování a zkracování svalu jako je Golgiho šlachové tělísko. Tyto receptory jsou však tvořeny pouze eferentními vlákny.

## Výskyt
Vyskytuje se u všech živočichů, kteří mají svalstvo, konkrétně na vnitřní straně svalového vřeténka, které je součástí svalu kosterního.